# Interferometro a intensità
Un interferometro a intensità è il nome dato agli strumenti che usano l'effetto Hanbury Brown e Twiss; in astronomia, l'uso più comune di questo tipo di strumenti è determinare il diametro angolare apparente di una sorgente di onde radio o di una stella. Se la distanza dell'oggetto può essere determinata tramite la parallasse o con altri metodi, è possibile determinare il diametro fisico della stella. Un esempio di un interferometro ottico a intensità e il Narrabri Stellar Intensity Interferometer. In ottica quantistica, alcuni dispositivi che sfruttano la correlazione e gli effetti di anti-correlazione nei fasci dei fotoni possono essere definiti interferometri a intensità, anche se il termine è solitamente riservato per gli osservatorî.
Un interferometro ad intensità è composto da due rilevatori di luce, tipicamente un'antenna radio o un telescopio ottico con tubi fotomoltiplicatori, separati da una certa distanza, chiamata "linea base". Entrambi i rilevatori sono puntati sulla stessa sorgente (oggetto) astronomica e le misure di intensità vengono quindi trasmesse al correlatore centrale. Uno dei vantaggi maggiori di questo tipo di interferometri è che solo gli oggetti osservati da entrambi i rilevatori possono essere inviati al correlatore centrale. Le sue misurazioni possono essere usate per calcolare il diametro di una stella.